# مايكل كينغ
مايكل كينغ (بالإنجليزية: Michael Patrick King)‏ (و. 1954  م) هو كاتب سيناريو أمريكي، ولد في سكرانتون.

## جوائز
حصل على جوائز منها:
جوائز
- جائزة الإيمي برايم تايم لأفضل مسلسل كوميدي، عن عمل: الجنس والمدينة (2001)

ترشيحات
- جائزة الإيمي برايم تايم لأفضل مسلسل كوميدي، عن عمل: الجنس والمدينة (2004)
- جائزة إيمي برايم تايم لأفضل إخراج في مسلسل كوميدي [الإنجليزية]‏، عن عمل: العودة (2006)

## وصلات خارجية
- مايكل كينغ على موقع IMDb (الإنجليزية)
- مايكل كينغ على موقع ألو سيني (الفرنسية)
- مايكل كينغ على موقع ميوزك برينز (الإنجليزية)
- مايكل كينغ على موقع أول موفي (الإنجليزية)
- مايكل كينغ على موقع بوكس أوفيس موجو (الإنجليزية)
- مايكل كينغ على موقع قاعدة بيانات الأفلام السويدية (السويدية)
- مايكل كينغ على موقع قاعدة بيانات الفيلم (الإنجليزية)
- مايكل كينغ على موقع كينوبويسك (الروسية)